# Erwin Neher
Erwin Neher (* 20. března 1944 Landsberg am Lech) je německý biofyzik, buněčný fyziolog a vysokoškolský pedagog, spolu s Bertem Sakmannem nositel Nobelovy ceny za fyziologii a lékařství za rok 1991. Odměněni byli za výzkum funkce iontových kanálů v buňkách a vynález laboratorní techniky zvané patch clamp, která umožňuje iontové kanály zkoumat. Iontové kanály umožňují průchod iontů přes buněčnou membránu a zprostředkovávají tak důležité signály, jako jsou nervové impulzy a hormonální signály. Technika patch clamp se nyní používá v laboratořích po celém světě ke zkoumání mnoha různých typů iontových kanálů a jejich funkcí. Měla zásadní vliv na chápání fyziologických jevů a umožnila objasnění role iontových kanálů u onemocnění jako cukrovka, kardiovaskulární choroby a úzkostné poruchy.
Erwin Neher je emeritním profesorem na univerzitě v Göttingenu a emeritním ředitelem Institutu Maxe Plancka pro biofyzikální chemii v Göttingenu.

## Biografie
Erwin Neher se narodil 20. března 1944 v Landsbergu am Lech v Horním Bavorsku. Matka byla učitelka a otec vedoucí pracovník mlékárenského podniku. V letech 1963–1966 studoval fyziku na Technické univerzitě v Mnichově. V roce 1966 získal Fulbrightovo stipendium na studium v USA. Rok strávil na Wisconsinské univerzitě v Madisonu a získal magisterský titul v oboru biofyzika.
V letech 1968–1972 absolvoval postgraduální a postdoktorskou práci na Institutu Maxe Plancka pro psychiatrii v Mnichově. Myšlenku techniky patch clamp poprvé rozvinul ve své doktorské práci a v roce 1970 získal doktorát na Technické univerzitě v Mnichově. V roce 1972 odešel do Ústavu Maxe Plancka pro biofyzikální chemii v Göttingenu. Později přešel na Washingtonskou univerzitu v Seattlu a poté na Yaleovu univerzitu. V roce 1976 se vrátil do Göttingenu na Ústav Maxe Plancka pro biofyzikální chemii a od roku 1983 byl ředitelem jeho oddělení membránové biofyziky. V roce 2011 se stal emeritním ředitelem ústavu a je také emeritním profesorem univerzity v Göttingenu a spolupředsedou Bernsteinova centra pro výpočetní neurovědu v Göttingenu.

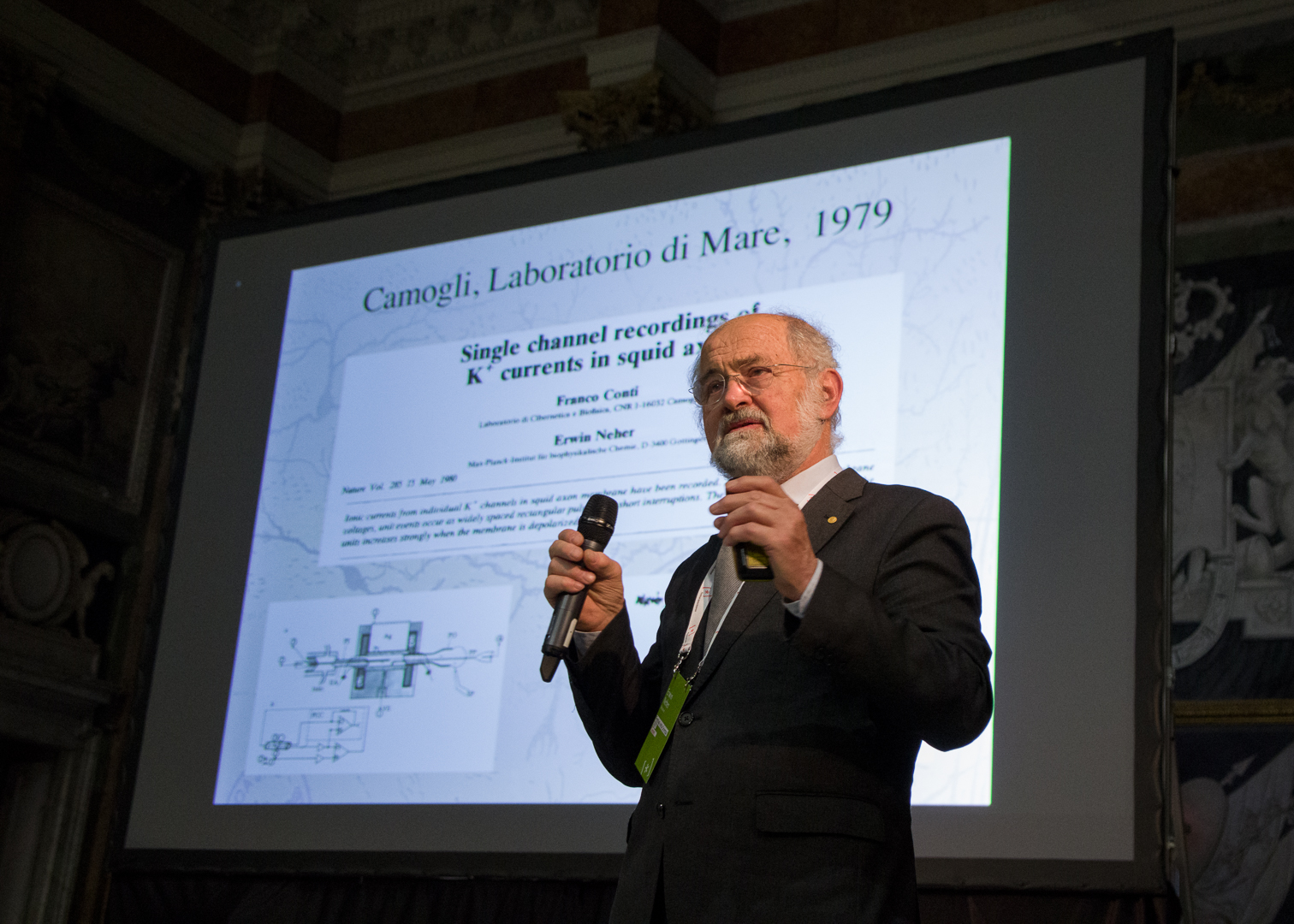
Erwin Neher v roce 2017

Neher svým inovativním výzkumem otevřel zcela novou oblast buněčné a membránové biologie. Na oddělení neurobiologie v Institutu Maxe Plancka pro biofyzikální chemii v Göttingenu objevil spolu s Bertem Sakmannem existenci iontových kanálů v buněčné membráně a vyvinul techniku patch-clamp, která vědcům umožňuje měřit nepatrné elektrické proudy procházející jednotlivými iontovými kanály. V roce 1976 Neher a Sakmann prezentovali své poznatky o patch-clamp na vědeckém setkání a v roce 1991 obdrželi za objevy týkající se funkce jednotlivých iontových kanálů v buňkách a vynález laboratorní techniky patch clamp Nobelovu cenu za fyziologii a lékařství.
Během postdoktorské práce na Yaleově univerzitě se Neher seznámil s kolegyní vědkyní Evou-Marií, s níž se v roce 1978 oženil a následně se manželům narodilo pět dětí,  Richard, Benjamin, Carola, Sigmund a Margret. Eva-Maria se vzdala vlastní vědecké kariéry, aby se mohla věnovat rodině a podporovat manžela.

## Vyznamenání a ocenění
Kromě Nobelovy ceny získal Bert Sakmann řadu dalších prestižních ocenění, včetně Ceny Louisy Grossové Horwitzové a Ceny Gottfrieda Wilhelma Leibnize, členství v akademiích věd, například Německé akademie věd Leopoldiny nebo Královské společnosti, a čestných doktorátů mnoha světových univerzit.